# Leucanthemopsis flaveola
Leucanthemopsis flaveola là một loài thực vật có hoa trong họ Cúc. Loài này được (Hoffmanns. & Link) Heywood mô tả khoa học đầu tiên năm 1975.